# Tony Blair
The Right Honourable Anthony Charles Lynton Blair (bolje znan kot Tony Blair); britanski politik, * 6. maj 1953, Edinburgh, Škotska.
Blair je bil od 2. maja 1997 do 27. junija 2007 predsednik vlade Združenega kraljestva.